# Marcel Espiau
 (septembre 2012).
Si vous disposez d'ouvrages ou d'articles de référence ou si vous connaissez des sites web de qualité traitant du thème abordé ici, merci de compléter l'article en donnant les références utiles à sa vérifiabilité et en les liant à la section « Notes et références ».
Marcel Jean Espiau, né le 9 octobre 1899 dans le 7e arrondissement de Paris et mort le 25 novembre 1971 dans le 15e arrondissement, est un journaliste et écrivain français, cofondateur du Prix Renaudot.

## Biographie
Marcel Espiau s'engage volontairement à 17 ans pendant la guerre de 1914-1918. Il est affecté au 34e R.A, puis versé au 83e R.A.(secteur 20) où il atteignit le grade de Maréchal des logis. 
Après sa démobilisation, il entame une carrière longue et double d'auteur dramatique et de journaliste. À partir de 1920 et durant huit années, il publie plus de 2500 articles   pour les grands titres de cette époque : Candide, Comœdia, L'Auto, L'Éclair, L'Avenir,  Le Figaro, L'Intransigeant,  Les Nouvelles Littéraires,  La Liberté, Paris-Soir, Ciné-France, Vu....
En 1923, avec Pol Rab, il fonde le « Groupe des moins de trente ans », dont l'influence fut importante parmi la jeunesse intellectuelle de l'après-guerre.
En 1926, alors journaliste à L'Éclair, Marcel Espiau est l'un des fondateurs du prix littéraire Théophraste Renaudot, aux côtés de Gaston Picard (qui en a l'idée), Georges Charensol (qui lui donne son nom), Pierre Demartres, Georges Martin, Odette Pannetier, Noël Sabord, Georges Lefevre, Raymond de Nys et Henri Guilac. Ce prix est créé par ces jeunes critiques littéraires dans l'attente de la nomination du lauréat du prix Goncourt. Le premier récipiendaire est Armand Lunel pour son ouvrage Nicolo Peccavi. 
En 1928, Espiau entre à L'Ami du peuple de François Coty) : directeur du grand reportage, il y écrit plus de 300 articles. Deux de ces reportages ont fait l'objet d'une publication séparée : « Puits aux hommes » (sur les mineurs), en 1934, et « En Méditerranée sous pavillon français » (sur la marine marchande), en 1935. Il suit plus de neuf fois le Tour de France cycliste auquel il imprime le premier une orientation à  la fois touristique et gastronomique. Entre 1928 et 1930, il donne plus de 200 conférences radiophoniques (à Radio LL, notamment). Il écrit aussi diverses études économiques et politiques sur l'Europe et le Moyen-Orient. 
Également chroniqueur judiciaire, Marcel Espiau rend compte de plus de 500 procès tant à Paris qu'en province pour le compte de différents journaux.
En tant qu'auteur dramatique, Marcel Espiau compose une première pièce, Le miroir qui fait rire, jouée le 1er avril 1927 au théâtre des Capucines ; les rôles sont tenus par les acteurs renommés de l'époque, Harry Baur et Renée Falconetti. La pièce est traduite en huit langues et représentée dans 14 pays. En 1929,  Espiau écrit une deuxième pièce en un acte « Septième étage », puis compose, en collaboration avec Paul Gordeaux, une pièce en trois actes intitulée « Prisonnier de mon cœur »,  jouée le 5 avril 1930 au théâtre des Mathurins à Paris. Elle est portée au cinéma en 1932, dans un film réalisé par Jean Tarride sur une adaptation cinématographique de R. Sti.
Critique littéraire aux Nouveaux Temps de Jean Luchaire, Espiau est inscrit sur la liste noire du Comité national des écrivains, mais obtient un non-lieu et poursuit sa carrière de 1948 à 1971 dans divers journaux. Il rédige plusieurs monographies de peintres. 
En 1953, il crée le « Grand prix de littérature enfantine du Salon de l'enfance » dont il est l'un des fondateurs et administrateurs[réf. nécessaire]. 
À sa disparition le 25 novembre 1971, de nombreux hommages lui sont rendus  dans la presse nationale  et de nombreux confrères assistent à l'enterrement de celui que Georges Charensol décrit comme « l'un des plus brillants journalistes de l'entre-deux guerres »[réf. nécessaire]. Il est inhumé dans le Cimetière Sud de Saint-Mandé (division 13) dépendant de la commune mais situé dans le 12e arrondissement de Paris.

## Hommage
Une plaque commémorative est posée sur la façade de l'immeuble où il a habité, au n°31 rue Saint-Placide (6e arrondissement de Paris).